# Vivir así - Volumen II
Vivir así - Volumen II es el vigésimo álbum de estudio realizado por el cantante de pop mexicano Mijares; este álbum fue lanzado al mercado mexicano el 25 de abril de 2010. Es el segundo trabajo musical que el cantante realiza junto con la empresa discográfica Warner y, siguiendo la misma fórmula de su álbum anterior,  se compone de canciones que fueron lanzadas por otros artistas en el pasado (versiones).

## Realización
Este álbum musical es compuesto por 12 canciones románticas tomadas en consideración por el éxito obtenido en el pasado más un tema extra.  En el mismo realiza algunos duetos con cantantes reconocidos del mercado musical iberoamericano: Franco de Vita, Sole Giménez y Aleks Syntek.

## Lista de canciones
| Vivir así - Volumen II |                                                         |              |          |  |
| N.º                    | Título                                                  | Escritor(es) | Duración |  |
| 1.                     | «Un beso y una flor»                                    |              |          |  |
| 2.                     | «Un buen perdedor» (A dueto con: Franco De Vita)        |              |          |  |
| 3.                     | «Hoy puede ser un gran día» (Artista original: Raphael) |              |          |  |
| 4.                     | «Cielo»                                                 |              |          |  |
| 5.                     | «Me cuesta tanto olvidarte» (Artista original: Mecano)  |              |          |  |
| 6.                     | «Obsesión» (Artista original: Miguel Mateos)            |              |          |  |
| 7.                     | «Cuando te beso» ()                                     |              |          |  |
| 8.                     | «La ladrona» (Artista original: Diego Verdaguer)        |              |          |  |
| 9.                     | «Vida loca» (A dueto con: Sole Giménez)                 |              |          |  |
| 10.                    | «No podrás» (Artista original: Cristian Castro)         |              |          |  |
| 11.                    | «De que callada manera»                                 |              |          |  |
| 12.                    | «Sexo, pudor y lágrimas» (A dúo con: Aleks Syntek)      |              |          |  |
| 13.                    | «Un buen perdedor» (Tema extra)                         |              |          |  |